# Кирюхин, Олег Сергеевич
Олег Сергеевич Кирюхин (1929—1991) — советский скульптор. Член СХ СССР (1953). Лауреат Государственной премии РСФСР имени И. Е. Репина (1980). Заслуженный художник РСФСР (1975). Народный художник РСФСР (1979).

## Биография
Родился 29 декабря 1929 года в городе Москва.
В 1945 году окончил Московскую среднюю школу. С 1945 по 1953 годы О. С. Кирюхин обучался на факультете монументальной скульптуры в Московском высшем художественно-промышленном училище, его учителями были такие педагоги-скульпторы как С. Л. Рабинович, Г. И. Мотовилов и Е. Ф. Белашова.
С 1953 по 1955 годы О. С. Кирюхин работал над скульптурными рельефами для города Петрозаводска совместно со скульптором С. Т. Коненковым. В 1956 году О. С. Кирюхин по проекту архитектора И. В. Жолтовского работал над монументальными рельефами для здания Центрального Московского ипподрома.
С 1954 года — постоянный участник республиканских, всесоюзных и зарубежных художественных выставках, побывал во Франции и Италии, а также на территории СССР — в Средней Азии и Русском Севере. В 1957 году О. С. Кирюхин за скульптуру «Спартак» был награждён дипломом VI Всемирного фестиваля молодёжи и студентов.
Автор таких работ как: Памятник М. А. Ульянова с сыном Володей в Ульяновске (1970, в соавторстве), Монумент Славы в Самаре (1968—1971), Памятник «Ополченцам Москвы» (1974, на улице Народного Ополчения в Москве) и скульптурная группа «Победители» (1975, на Вишняковской улице в Москве). Произведения О. С. Кирюхина находятся в Русском музее и Государственной Третьяковской галерее
С 1953 года О. С. Кирюхин является членом Союза художников СССР.
В 1980 году «за скульптуру „БАМ“» О. С. Кирюхин был удостоен Государственной премии РСФСР имени И. Е. Репина.
В 1975 году Указом Президиума Верховного Совета РСФСР О. С. Кирюхину было присвоено почётное звание Заслуженный художник РСФСР, в 1979 году — Народный художник РСФСР.
Умер 26 февраля 1991 года в городе Москва.

## Награды

### Звания
- Народный художник РСФСР (1979 — «за большие заслуги в области искусства»)
- Заслуженный художник РСФСР (1975)

### Премии
- Государственная премия РСФСР имени И. Е. Репина (1980 — «за скульптуру „БАМ“»)